# 三好悟
三好悟（日语：／ Miyoshi Satoru，1963年6月10日—），日本男子赛艇运动员。他曾代表日本参加1986年和1990年亚洲运动会赛艇比赛，获得一枚金牌和一枚银牌。他也曾参加1984年和1988年夏季奥林匹克运动会。